# Daniel-Yitzhak Levy
Daniel-Yitzhak Levy (hébreu : דניאל יצחק לוי) est un homme politique israélien, né le 30 septembre 1917 à Ceuta (Protectorat espagnol au Maroc) et mort le 13 février 1995. Il siège à la Knesset pour le Parti national religieux de 1965 à 1974.

## Biographie
Né à Ceuta, Levy étudie la psychologie et la pédagogie. Il est membre du comité national de la Fédération sioniste du Maroc. Il s'implique dans l'organisation de l'immigration juive illégale en Palestine mandataire, avant de faire lui-même son aliyah en 1957. Ensuite, il travaille chez Bank Mizrahi et devient vice-gérant de la filiale de Ramla. Il s'implique également dans des programmes d'éducation religieuse.
Levy est élu à la tête de la branche d'Ashkelon du Hapoel Hamizrahi. Cette organisation devient plus tard le Parti national religieux (PNR), dont Levy est membre du comité central. Levy est élu à la Knesset sur la liste du PNR en 1965. Il est réélu en 1969 mais perd son siège en en 1973.
Levy meurt le 13 février 1995 à l'âge de 77 ans.
Son fils Yitzhak représente le PNR et l'Ahi à la Knesset de 1992 à 2009.